# Saint-Martin-des-Champs (Manche)
Saint-Martin-des-Champs is een plaats en voormalige gemeente in het Franse departement Manche in de regio Normandië en telt 2094 inwoners (1999). De plaats maakt deel uit van het arrondissement Avranches.

## Geschiedenis
Saint-Martin-des-Champs werd op 1 januari 2019 als onafhankelijke gemeente opgeheven en opgenomen in de gemeente Avranches, die hiermee de status van commune nouvelle kreeg.

## Geografie
De oppervlakte van Saint-Martin-des-Champs bedraagt 6,5 km², de bevolkingsdichtheid is 322,2 inwoners per km².
De onderstaande kaart toont de ligging van Saint-Martin-des-Champs (Manche) met de belangrijkste infrastructuur en aangrenzende gemeenten.

## Demografie
Onderstaande figuur toont het verloop van het inwonertal (bron: INSEE-tellingen).